# Tentera Laut Diraja Malaysia

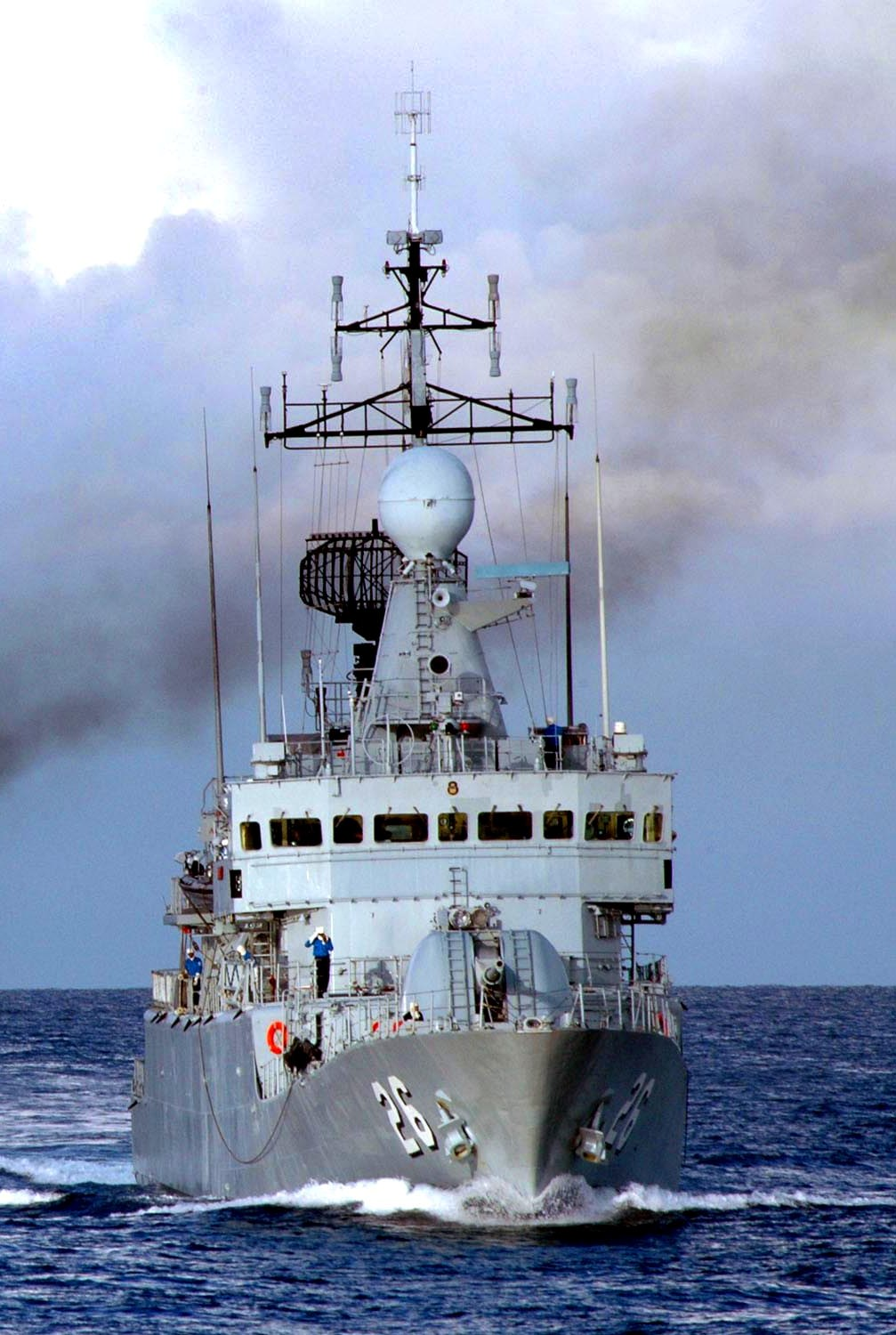
La Lekir, corvetta della marina malaysiana, durante l'esercitazione CARAT 2008

Le Tentera Laut Diraja Malaysia, ossia "Forze navali", rappresenta la forza militare navale della Malaysia.

## Flotta
| Classe                                               | Origine                                   | Tipo                       | N.          | Navi | Note                                  |
| Sottomarini                                          | Sottomarini                               | Sottomarini                | Sottomarini | Sottomarini                                                                                             | Sottomarini                           |
| ---------------------------------------------------- | ----------------------------------------- | -------------------------- | ----------- | --- | ------------------------------------- |
| Perdana Menteri                                      | Francia (bandiera)                        | SSK                        | 2           | KD Tunku Abdul Rahman KD Tun Abdul Razak                                                                |                                       |
| Fregate e Corvette                                   |                                           |                            |             | |                                       |
| Second Generation Patrol Vessel                      | Francia (bandiera) · Malaysia (bandiera)  | FFG                        | (6)         | in costruzione                                                                                          | versione ingrandita delle Gowind 2500 |
| Lekiu                                                | Regno Unito (bandiera)                    | FFG                        | 2           | KD Jebat KD Lekiu                                                                                       |                                       |
| Kasturi                                              | Germania (bandiera)                       | Corvetta                   | 2           | KD Kasturi KD Lekir                                                                                     |                                       |
| Laksamana                                            | Italia (bandiera)                         | Corvetta                   | 4           | KD Laksamana Hang Nadim KD Laksamana Tun Abdul Jamil KD Laksamana Muhammad Amin KD Laksamana Tan Pusmah |                                       |
| Pattugliatori e Fast Attack Craft                    |                                           |                            |             | |                                       |
| Kedah                                                | Germania (bandiera) · Malaysia (bandiera) | OPV                        | 6           | KD Kedah KD Pahang KD Perak KD Terengganu KD Kelantan KD Selangor                                       | basate sulle MEKO 100                 |
| Perdana                                              | Francia (bandiera)                        | FAC (M)                    | 4           | KD Perdana KD Serang KD Ganas KD Ganyang                                                                |                                       |
| Handalan                                             | Svezia (bandiera)                         | FAC (M)                    | 4           | KD Handalan KD Perkasa KD Pendekar KD Gempita                                                           | versione missilistica delle Spica     |
| Jerung                                               | Malaysia (bandiera)                       | FAC (G)                    | 6           | KD Jerung KD Todak KD Paus KD Yu KD Baung KD Pari                                                       |                                       |
| Kris                                                 | Regno Unito (bandiera)                    | FAC (G)                    | 2           | KD Sri Perlis KD Sri Johor                                                                              |                                       |
| Sri Tiga                                             | Malaysia (bandiera)                       | Fast Troop Vessel          | 2           | KD Sri Tiga KD Sri Gaya                                                                                 |                                       |
| CB90                                                 | Svezia (bandiera)                         | Fast Assault Craft         | 17          | |                                       |
| Navi da guerra di mine                               |                                           |                            |             | |                                       |
| Mahamiru                                             | Italia (bandiera)                         | Dragamine                  | 4           | KD Mahamiru KD Jerai KD Ledang KD Kinabalu                                                              |                                       |
| Multi-purpose Support Ships e Navi da guerra anfibia |                                           |                            |             | |                                       |
| KD Sri Indera Sakti                                  | Germania (bandiera)                       | Multi-purpose Support Ship | 1           | KD Sri Indera Sakti                                                                                     |                                       |
| KD Mahawangsa                                        | Germania (bandiera)                       | Multi-purpose Support Ship | 1           | KD Mahawangsa                                                                                           |                                       |

## Mezzi Aerei
Sezione aggiornata annualmente in base al World Air Force di Flightglobal del corrente anno. Tale dossier non contempla UAV, aerei da trasporto VIP ed eventuali incidenti accorsi durante l'anno della sua pubblicazione. Modifiche giornaliere o mensili che potrebbero portare a discordanze nel tipo di modelli in servizio e nel loro numero rispetto a WAF, vengono apportate in base a siti specializzati, periodici mensili e bimestrali. Tali modifiche vengono apportate onde rendere quanto più aggiornata la tabella.
| Aeromobile                           | Origine     | Tipo               | Versione (denominazione locale) | In servizio (2024) | Note | Immagine |
| Elicotteri                           |             |                    |                                 |                    | |          |
| Aérospatiale AS 555 Fennec           | Francia     | elicottero utility | AS 555SN                        | 4                  | 6 AS 555SN ricevuti nei primi anni 2000, uno dei quali è stato danneggiato il 28 giugno 2021. Un esemplare è stato perso il 23 aprile 2024 in un incidente dopo essere entrato in collisione con un AW139.                                                        |          |
| Westland Super Lynx                  | Regno Unito | elicottero ASW     | Super Lynx 100                  | 6                  | 6 Super Lynx 100 ricevuti tra il 2003 ed il 2004, e tutti in servizio all'ottobre 2018. |          |
| AgustaWestland AW139                 | Italia      | SAR MedEvac        | AW139                           | 2                  | 3 AW139 ordinati il 20 settembre 2020, con consegne previste tra il 2022 e il 2024. I primi due esemplari sono stati consegnati il 1 luglio 2022. Un esemplare è stato perso in un incidente il 23 aprile 2024 dopo essere entrato in collisione con un AS 555SN. |          |
| Aeromobili a pilotaggio remoto - UAV |             |                    |                                 |                    | |          |
| Boeing ScanEagle                     | Stati Uniti | UAS                | ScanEagle                       | 12                 | 12 ScanEagle consegnati a partire da maggio 2020 e tutti in servizio al marzo 2021. |          |

## Unità speciali
La forza speciale della marina reale malese è la Pasukan Khas Laut (PASKAL). Nei periodi di pace si occupa di operazioni concernenti sequestri di imbarcazioni a scopo di estorsione e protezione delle piattaforme di estrazione; in caso di conflitti armati è utilizzata per operazioni di assalto, sabotaggio e protezione delle basi militari. È paragonabile ai Navy seals americani.